# Titus Livius

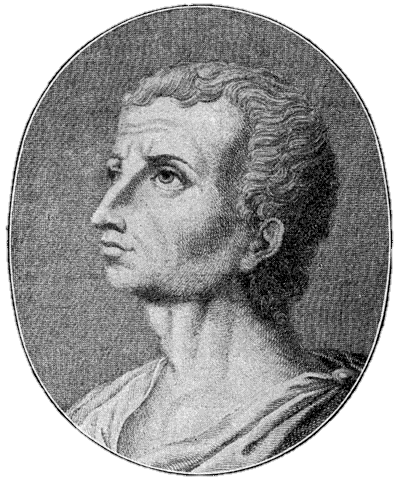
Gefantaseerd portret van Titus Livius. Kopergravure uit Bibliothek des allgemeinen und praktischen Wissens. Bd. 5 (1905), Abriß der Weltliteratur, p. 50.

Titus Livius (Padua, rond 59 v.Chr. – aldaar, 17 n.Chr.) was een beroemd Romeins geschiedschrijver uit de tijd van Augustus. Hij schreef een algemene geschiedenis van Rome vanaf haar veronderstelde stichting in 753 v.Chr. onder de titel Ab Urbe Condita.

## Levensloop
Livius werd geboren in Patǎvium, het huidige Padua in Noord-Italië, in 59 v.Chr. Andere bronnen zeggen dat hij ook geboren kan zijn in 64 v.Chr. Zijn jeugd speelde zich dus af in de woelige periode van burgeroorlogen tussen Caesar en Pompeius en later tussen Octavianus en Antonius. Livius behoorde tot een rijke familie. Hierdoor kreeg hij een goede opleiding in de Grieks-Latijnse literatuur, de retorica en de filosofie. Hij studeerde eerst in Padua en later in Rome. Hij begaf zich pas naar Rome toen hij reeds lang de volwassenheid had bereikt. Vermoedelijk was dit toen Octavianus had gezorgd voor orde en rust in Rome. Een deel van zijn leven bleef hij in Rome. Dáár begon hij wellicht ook aan zijn levenswerk: de geschiedenis van Rome te beschrijven, vanaf de stichting van de stad tot aan zijn eigen tijd, een ontzaglijk werk, dat hij in veertigjarige onafgebroken werkzaamheid heeft volbracht.
Er is vrijwel niets bekend over het karakter van Titus Livius. Op basis van zijn reputatie vermoedt men dat Livius een eerlijke en oprechte man was. Bovendien was hij een patriottische schrijver.
Livius raakte bevriend met Gaius Iulius Caesar Octavianus die vier jaar later met de titel Augustus de eerste Romeinse keizer zou worden. Livius onderhield goede betrekkingen met het gehele hof. Augustus en Titus hadden immers hetzelfde doel: het Romeinse volk normen en waarden bij brengen. Na de wreedheden van de burgeroorlogen was het tijd om de waarden van de oude Romeinen in ere te herstellen, met deugden als waardigheid, ernst, soberheid, trouw aan het gegeven woord en respect voor de (voor)ouders, het vaderland en de goden. Ook Livius wilde zijn lezers de grootheid van het vroegere Rome voorhouden: hoe een kleine staat door dapperheid en plichtsbesef tot een wereldrijk was uitgegroeid. Voor hem konden de volkshelden van het 'oude' Rome niet genoeg geroemd worden. Zijn werk werd dan ook eerder een verheerlijking van de deugden waardoor het imperium gerealiseerd werd, dan een objectieve geschiedschrijving.
Later zou hij keizer Claudius geïnspireerd en aangespoord hebben tot het schrijven van historische werken. Livius was een aanhanger van republikeinse idealen, wat waarschijnlijk ook te zien was in zijn werk. Hij was een groot voorstander van Pompeius en had ook respect voor alle andere tegenstanders van Julius Caesar. Toch schijnt Livius zich nooit tot lage vleierij verlaagd te hebben: wij weten dat Augustus hem vanwege zijn republikeinse ideeën ironisch "Pompeiaan" noemde (dit is aanhanger van Pompeius). Geobsedeerd door zijn roeping wees Livius bewust elke vorm van politieke of militaire activiteit van de hand. Enkel de studie van de letteren kon hem interesseren.
Titus Livius heeft vele boeken geschreven. Hij vond het verleden interessanter dan het heden en had dan ook een pessimistische kijk op het heden.
Livius had minstens één zoon en één dochter. Hij stierf in 17 n.Chr. in Patǎvium.
Titus was populair in zijn tijd, de schrijver Plinius Minor vertelt zelfs over een man die hem bezocht zou hebben. Zijn populariteit had hij te danken aan zijn manier van schrijven. Livius beschreef de Romeinse geschiedenis als iets waar de Romeinse burgers uit zijn tijd trots op konden zijn.

## Werken

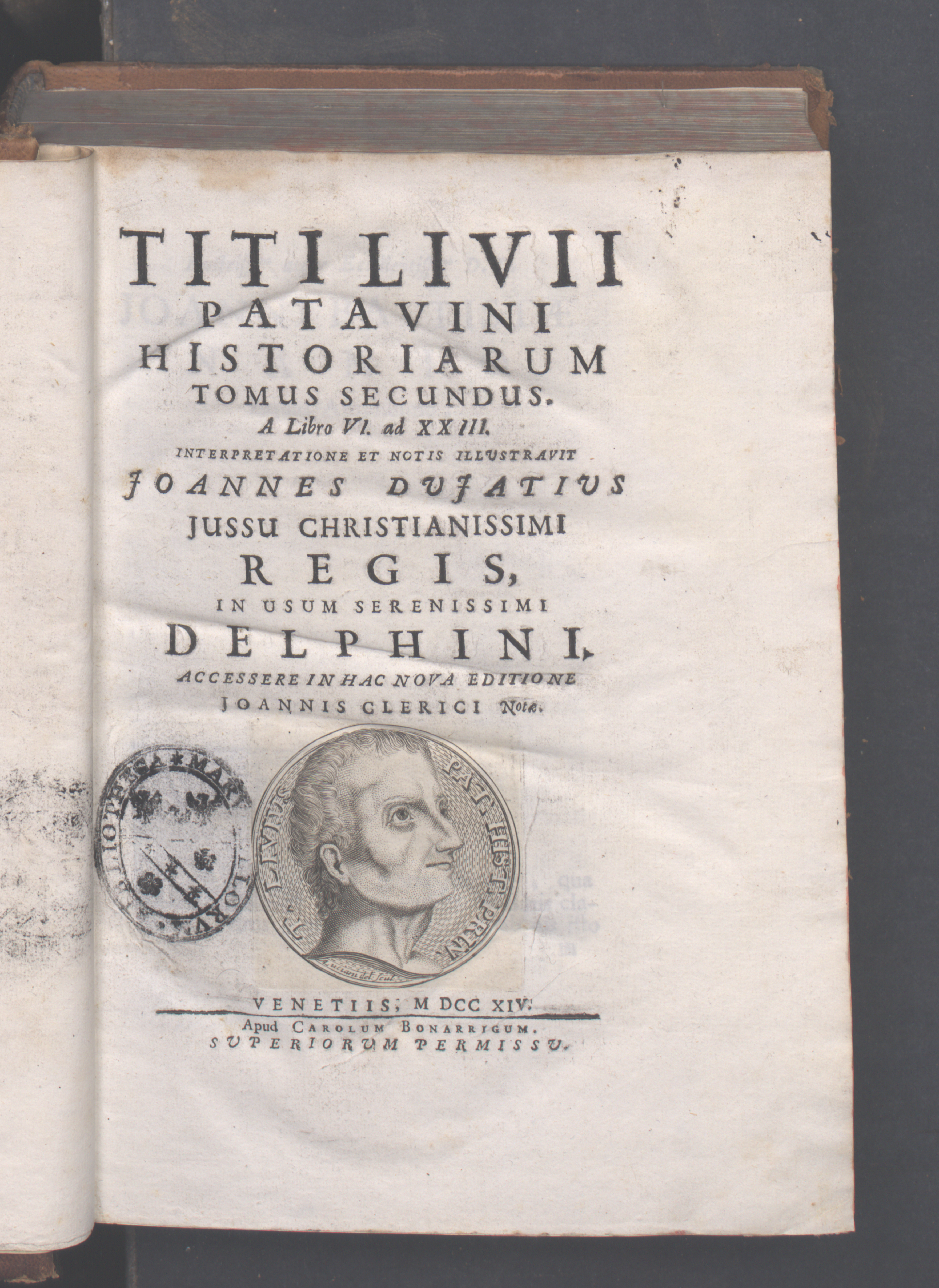
Ab Urbe condita, 1714

Livius’ levenswerk is het boek Ab urbe condita ("Vanaf de Stichting van de Stad"). Dit boek beschrijft in 142 boeken de geschiedenis van het Romeinse volk. Ab Urbe Condita begint met Aeneas die vlucht vanuit Troje naar Italië. Het Trojaanse rijk is op dat moment volledig ingestort.
Het boek eindigt met de dood van Drusus in 9 v.Chr. Slechts 35 boeken zijn bewaard gebleven: de boeken 1-10 en 21-45. Deze boeken bevatten de Romeinse geschiedenis vanaf het begin tot aan de derde Samnitische oorlog in 293 v.Chr. en vanaf de tweede Punische oorlog in 219 v.Chr. tot aan de triomftocht van Aemilius Paullus in 167 v.Chr. De boeken 1 tot en met 80 van Ab Urbe Condita werden ingedeeld volgens annales, oftewel jaarboeken. De rest, 80 tot en met 142, zijn ingedeeld volgens decaden. Van de ontbrekende boeken kan men de inhoud grotendeels nagaan aan de hand van in de keizertijd gemaakte samenvattingen, Epitomae Livianae, die veel geraadpleegd zijn door latere schrijvers (onder meer Florus). Van alle boeken bleef wel de Periocha bewaard, een korte inhoudsopgave die een zeer summier overzicht geeft van de inhoud van het boek. Deze inhoudsopgaves en samenvattingen zijn al in de Oudheid geschreven. Niemand had namelijk de kracht en de zin om het gehele boek over te schrijven.
Livius’ Ab urbe condita was oorspronkelijk ingedeeld in decaden, maar is waarschijnlijk in pentaden gepubliceerd.
Livius begon rond 29 v.Chr. met het schrijven van Ab urbe condita, het eerste boek kwam uit tussen 27 en 25 v.Chr. Het totale werk bestond (in onze termen) uit 12000 pagina’s, waarvan maar een kwart bewaard is gebleven. De boeken die over zijn gebleven, verschillen overigens wel sterk in lengte.
Er wordt gedacht dat Livius oorspronkelijk 150 boeken wilde schrijven, in plaats van 142. Vanaf de aankomst van Aeneas in Italië tot de dood van Augustus in 14.
Een volledige Romeinse geschiedenis, die niet enkel een nuchtere opsomming van feiten was (zoals het werk der zogenaamde annalisten zoals Gaius Licinius Macer), maar tevens een literair kunstwerk zou zijn, bestond nog niet in Livius’ tijd. Daarbij beschrijft Livius in zijn boek de Romeinen als trouwe en moedige burgers die hun vaderland meer dan lief hadden.
Naast zijn levenswerk, Ab urbe condita, zijn er nog meer werken van Livius bekend. Hij schreef onder andere een essay in de vorm van een brief naar zijn zoon. In deze brief verwerkte hij zijn literaire kritiek. Ook schreef Livius meerdere filosofische werken, in zijn jeugd schreef hij bijvoorbeeld filosofische dialogen.

## Werken in het Nederlands
- 1541 - Titus Liuius, dat is, de Roemsche historie oft gesten, doer den alderwelsprekensten en̄ vernaempsten historiscriuere Titum Liuiū bescreuen, waer wt niet alleene alle weereltlike staten tot vromicheyt ende ridderlike manlike feyten beweget ende gedrongen, maer oock alle andere staten tot grooter recreatien ende ghenuechten des herten ghetrocken sullen worden, nu eerstmael in onser Nederlantscher spraken ghedruckt.[a] Tantwerpen.
- 1614 - De Romeynsche historiën ende gheschiedenissen.[b] Amstelredam, by Hendrick Laurentsz.
- 1616 - Blyeindig treurspel van 't gevecht der dry Horatien ende Curiatien, ende der zuster moord Horatii ....[c] Genomen uit Tito Livio Rooms history schryver; door Reynier Olivier van Zonhoven. Franeker : Uldericus Balck.
- 1635 - De Romeynsche historien ende geschiedenissen, beschreven door Titum Livium van Padua, inhoudende der Romeynen opkomst, voortgangh, en wonderlijcke handelinge, van de opbouwinge der stad Romen af, totte crijgh van Drusus in Duytsland: alwaer het cort begrijp van de verloren boecken Titi Livii.[d] Door L. Florum ingestelt, mede begrepen is: met beeldnissen verciert. Waer by gevoeght zijn de geleerde beschryvingen van het oude Romen ... etc., door P. Merulam ... T'Amstelredam, door Ian Evertsz. Cloppenburgh.
- 1646 - Romainsche historiën van Titus Livius, sedert de bouwing van Romen tot aan d'ondergang van 't Macedonische rijk.[e] Ten meestendeel van nieus vertaalt, en met een tweede Decade, voor de gene, die verloren is, verrijkt, en op ontellijke plaatsen vermeerdert. Met een Vervolg der Romainsche historiën, strekkende van't einde van T. Livius tot aan de doot van C. Julius Cesar; beneffens een kort, doch bondig Vertoog van de staat der oude Romainen. t'Amsterdam, gedr. by Jacob Lescaille, voor Ian Iacobsz. Schipper. Alleen de tekst v.h. eerste boek en van een korte beschrijving van de stad Rome door Paulus Merula werden met veel wijzigingen aan de uitgave van 1614 ontleend.
- 1920 - De oorlog tegen Hannibal. Vertaald uit het Latijn door A. Geerebaert. Antwerpen, Standaard.
- 1972 - Hannibals tocht over de Alpen. Vertaald uit het Latijn door W.P. Theunissen. Bussum, Fibula - Van Dishoeck ISBN 90-228-4119-7. Vert. van: Ab urbe condita, liber XXI.
- 1973 - Het ontstaan van Rome. Vertaling F.H. van Katwijk-Knapp. Bussum, Fibula-Van Dishoeck ISBN 90-228-4123-5. Vert. van: Ab urbe condita, boek 1 en 2.
- 1974 - Rome's strijd om het bestaan. Uit het Latijn vertaald door F.H. van Katwijk-Knapp. Bussum, Fibula-Van Dishoeck ISBN 90-228-4125-1. Vert. van: Ab urbe condita boek 3, 4 en 5.
- 1996 - Hannibal voor de poorten. De geschiedenis van Rome XXI-XXX. Vertaald uit het Latijn en toegelicht door Hedwig W.A. van Rooijen-Dijkman. Amsterdam, Athenaeum-Polak & Van Gennep ISBN 90-253-3132-7. Vert. van: Ab urbe condita. XXI-XXX.
- 1997 - Zonen van Mars. De geschiedenis van Rome I-X. Vertaald uit het Latijn door F.H. van Katwijk-Knapp. Amsterdam, Athenaeum-Polak & Van Gennep ISBN 90-253-3131-9. Vert. van: Ab urbe condita, I-X.
- 2001 - Vrijheid voor de Grieken. De geschiedenis van Rome XXXI-XLV. Vertaald uit het Latijn en toegelicht door Hedwig W.A. van Rooijen-Dijkman. Amsterdam, Athenaeum-Polak & Van Gennep ISBN 90-253-3143-2. Vert. van: Ab urbe condita XXXI-XLV.

## Beoordeling
Hoe kan een volk dat door dapperheid en heldenmoed zo groot geworden is, zo diep vallen?
— Titus Livius over het Romeinse volk

Livius heeft niet de pretentie gehad een "geleerd" werk te schrijven: hij wenste een geschiedenis van Rome in artistieke vorm. Daarom streefde hij niet naar verantwoorde weergave en exacte schifting van feiten en motieven, en evenmin naar het opsporen van de ware toedracht van de gebeurtenissen. Hoewel niet geheel onkritisch wilde hij slechts zijn lezers het grootse verleden van Rome, dat van kleine stad tot wereldmacht was gegroeid, als spiegel voorhouden. Tevens wilde hij tonen hoe het Romeinse volk tot het zedelijk verval van zijn eigen tijd had kunnen geraken. Op deze wijze leverde hij als geschiedschrijver een belangrijk aandeel aan het door Augustus beoogde geestelijk reveil. Livius schreef patriottisch, hij dacht dat de goden Rome steeds hadden beschermd. Geheel naar de geest van zijn tijd, is ook in Livius’ ogen Rome door de goddelijke machten bestemd om te heersen en recht en orde te vestigen.
Als geschiedschrijver vertoonde hij vele tekorten, maar anderzijds bezat hij kwaliteiten die aan het werk zijn grote faam - niet in de laatste plaats als schoolboek! - hebben gegeven. Hij was een goed verteller. Als stilist zette hij de lijn van Cicero voort, maar dan op een persoonlijke wijze. Zijn taalgebruik wordt gekenmerkt door volheid en zuiverheid, in tegenstelling tot de stugheid en kunstmatigheid van Sallustius. Quintilianus beschreef de stijl van Livius ook wel als ‘romige volheid’ (lactea ubertas). In zijn uitdrukkingsvorm is de traditionele starre scheiding tussen de taal van het proza en die van de poëzie vervaagd. Hij wilde veeleer een episch dichter in proza zijn en hierin is hij zeker geslaagd, in het bijzonder in de eerste tien boeken. Ook gebruikt Livius veel drama in zijn verhalen. Dit kan men onder andere terugzien in beschrijvingen van personen waarin hij veel gedachtes en gevoelens verwerkt.)
Livius baseerde zijn geschiedschrijving niet op primaire bronnen maar op secundaire bronnen. Hij zocht niet naar de precieze details van gebeurtenissen. Hij gebruikte vaak het werk van andere geschiedschrijvers (onder andere Cate Maior en Fabius Pictor.) Voor zijn vierde decade heeft hij vooral het werk van Polybius gebruikt. Soms geeft hij de feiten die hij uit zijn bronnen haalt op een andere manier weer.
Het werk van Livius was gebaseerd op de annalistische structuur. Hierbij worden per jaar alle gebeurtenissen in dat jaar verteld. Deze structuur was kenmerkend voor Romeinse geschiedwerken. Hij heeft de methoden van de annalisten overgenomen en verbeterd en op grond hiervan kan men hem beschouwen als de grootste en de laatste van de annalisten. Zijn werk oogstte een zodanige bewondering bij tijdgenoten en volgende generaties, dat vrijwel alle oudere Latijnse geschiedwerken, waaruit Livius rijkelijk geput had, in vergetelheid raakten en verloren zijn gegaan.
In zijn boek laat Livius vaak personages aan het woord door middel van redevoeringen (speeches). Deze komen voor in de directe en de indirecte rede. Met deze redevoeringen laat hij de lezers zien welke visies de personages (volgens hem) hadden. Door de redevoeringen geeft hij zijn personages een bepaald karakter en maakt hij ze tot echte mensen.
In de Renaissance probeerde men de fragmenten van ‘Ab urbe condita’ die waren overgebleven samen te voegen. Het doel was om het hele boek te reconstrueren. Het lukte niet om alle delen terug te vinden, maar de delen die wel bewaard waren gebleven kregen een steeds grotere invloed. Poggio Bracciolini en Leonardo Bruni schreven geschiedenissen van de Florentijnse republiek in Livische stijl. In 1519 voltooide Niccolò Machiavelli zijn ‘Discorsi sopra la prima deca di Tito Livio' (Verhandelingen over de eerste tien boeken van Livius). Hierin gebruikt hij de eerste tien boeken van Ab urbe condita om te onderzoeken hoe een staat het best bestuurd en uitgebreid kan worden. Shakespeare gebruikte onder andere het werk van Livius voor het schrijven van zijn ‘Lucrece’.
In 1413 vond men in Padua een graf waarvan werd gedacht dat het van Livius was. Een paar decennia later werden op verzoek van de Napolitaanse ambassadeur in Venetië botjes van de arm van Livius, waarmee hij zijn werken zou hebben geschreven, naar Napels verstuurd. Hier werden ze als reliek tentoongesteld. Later bleek dat de botten niet van Livius waren maar van een vrijgelatene uit Livius' familie.